# Erdbeben auf Zypern 1953
Das Erdbeben auf Zypern 1953 ereignete sich in Britisch-Zypern am Morgen des 10. September um 06:06 Uhr Ortszeit. Es hatte eine Magnitude von 6,5 auf der Oberflächenwellen-Magnituden-Skala und eine maximale Intensität von X auf der modifizierten Mercalli-Intensitätsskala. Das Epizentrum des Erdbebens lag vor der Westküste der Insel, in der Nähe der Stadt Paphos. Mindestens 40 Menschen starben und über 100 wurden verletzt. Das Beben war auch auf Rhodos, in der Türkei, in Ägypten, im Libanon und auf Kastellorizo zu spüren.

## Tektonische Bedingungen
Zypern liegt eingekeilt in einer komplexen Wechselwirkungszone zwischen der anatolischen (die Teil der größeren eurasischen Platte ist) und der afrikanischen Platte. Diese beiden Platten kollidieren entlang des Zypernbogens, einer Plattengrenze, die südlich der Insel verläuft. Diese Subduktionszone wird durch eine kleine Transformstörung, die so genannte Paphos-Transform-Störung, versetzt. Die Plattengrenze in Verbindung mit der Totes-Meer-Transform-Störung und der Ostanatolischen Verwerfung nimmt die Bewegung der afrikanischen und der arabischen Platte auf. Dies führt zu mittelschweren Erdbeben, darunter ein Beben der Stärke 7,0–7,5 im Jahr 1222, das große Verwüstungen auf der Insel anrichtete und einen Tsunami auslöste.

## Erdbeben
Das Hauptbeben war mit einer flachen normalen Verwerfung verbunden. Die Seismologen Nicholas Ambraseys und Robin Adams leiteten instrumentelle und makroseismische Informationen ab, um zwei Hauptbeben ähnlicher Größe zu ermitteln. Diese Beben waren zeitlich um acht Sekunden voneinander getrennt und hatten Epizentren, die 50 km voneinander entfernt waren. Ihre Oberflächenwellenmagnituden betrugen Ms 6,0 bzw. 6,1. In den weltweiten Erdbebenkatalogen wurde nur ein einziges Hauptbeben verzeichnet, das von 198 Stationen zuverlässig aufgezeichnet wurde.

## Schäden
Vierzig Menschen wurden getötet und über 100 verletzt, vor allem durch herabfallende Trümmer. Weitere 4000 Menschen wurden in den 158 betroffenen Städten und Dörfern obdachlos. Das Erdbeben löste außerdem Erdrutsche aus, die weitere Dörfer verwüsteten. Vollständig zerstört wurden die Ortschaften Stroumbi, Axylou, Kidasi, Lapithiou und Fasoula. Das Beben wurde von einem kleinen Tsunami begleitet, dessen Wellen entlang der Küste des Bezirks Paphos ohne Schäden auftraten.
Das Vereinigte Königreich, dessen Kolonie Zypern bis 1960 war, leistete Hilfe beim Wiederaufbau. Am 13. September wurden Zelte und Hilfsgüter von der Royal Air Force eingeflogen, auch die Royal Navy trug zum Wiederaufbau bei. Das Britische Rote Kreuz versorgte die Betroffenen mit Decken und Kleidung.